# Georgie Henley
Georgina Helen Henley (llkley, Inglaterra; 9 de julio de 1995), más conocida como Georgie Henley, es una actriz y escritora británica. Es conocida por su papel de Lucy Pevensie en la franquicia de Las Crónicas de Narnia, por la que ganó el Premio de la Sociedad de críticos de cine de Phoenix a la mejor actriz joven principal o de reparto por su papel en The Chronicles of Narnia: The Lion, the Witch and the Wardrobe en 2005, cuando solo tenía diez años.

## Biografía
Georgie Henley vive en llkley, West Yorkshire, donde asistió a la Bradford Grammar School. Participa en el grupo de teatro Ilkley Upstagers'. Es la hija menor de Mike Henley y Helen Henley Wone y hermana menor de Laura y Rachael Henley.  Sabe tocar el piano. Se define como feminista.
Ha participado en las tres partes estrenadas hasta ahora de Las Crónicas de Narnia. Su hermana mayor Rachael Henley interpreta la versión adulta de Lucy Pevensie en el final de la película The Chronicles of Narnia: The Lion, the Witch and the Wardrobe. También apareció como la joven Jane Eyre en 2006 en la miniserie Jane Eyre.
Con su corta edad ya ha escrito dos libros: The Snow Stag y The Pillar of Secrets. Ha modelado una vez en la pasarela de Alberta Ferretti en 2011.
Ese mismo año consiguió el  papel de Beth en la película de crimen y drama Perfect Sisters, como una de las hermanas, compartiendo set con Abigail Breslin. Ella tuvo que aprender el acento canadiense para esta película. Perfect Sisters fue estrenada en abril de 2014.
En el 2012, Henley fue escogida como actriz principal en la película The Sisterhood of Night, para el papel de Mary Warren. La cual se estrenó en marzo del 2015.
Durante su tiempo en la Universidad de Cambridge, Georgie participó en obras como Play it Again Sam de Woody Allen; The Penelopiad de Margaret Atwood; The Trojan Women; A Clockwork Orange de Anthony Burgess; y en el CUADC/Footlights Annual Pantomime. 
En 2015 escribió y produjo su primer cortometraje titulado TIDE y en 2017 protagonizó Access All Areas, junto a Ella Purnell. En 2018 protagonizó también la obra de teatro Angry junto con el actor británico Tyrone Huntley.

## Filmografía

### Cine y televisión
| Año       | Título                                                         | Rol             |
| --------- | -------------------------------------------------------------- | --------------- |
| 2005      | The Chronicles of Narnia: The Lion, the Witch and the Wardrobe | Lucy Pevensie   |
| 2006      | Jane Eyre                                                      | Joven Jane Eyre |
| 2008      | Las crónicas de Narnia: el príncipe Caspian                    | Lucy Pevensie   |
| 2010      | Las crónicas de Narnia: la travesía del Viajero del Alba       | Lucy Pevensie   |
| 2014      | Perfect Sisters                                                | Beth Anderson   |
| 2015      | The Sisterhood of Night                                        | Mary Warren     |
| 2017      | Access All Areas                                               | Nat             |
| 2019—2020 | The Spanish Princess                                           | Margaret Tudor  |
| TBA       | Game of Thrones Spin-off                                       | TBA             |
| 2023      | The Diplomat                                                   | Pensy           |

## Premios y nominaciones
| Año       | Título                                                         | Rol             | Notas        |
| --------- | -------------------------------------------------------------- | --------------- | ------------ |
| 2005      | The Chronicles of Narnia: The Lion, the Witch and the Wardrobe | Lucy Pevensie   | Protagonista |
| 2006      | Jane Eyre                                                      | Joven Jane Eyre | 2 episodios  |
| 2008      | Las crónicas de Narnia: el príncipe Caspian                    | Lucy Pevensie   | Protagonista |
| 2010      | Las crónicas de Narnia: la travesía del Viajero del Alba       | Lucy Pevensie   | Protagonista |
| 2014      | Perfect Sisters                                                | Beth Anderson   | Protagonista |
| 2015      | The Sisterhood of Night                                        | Mary Warren     | Protagonista |
| 2017      | Access All Areas                                               | Nat             | Protagonista |
| 2019—2020 | The Spanish Princess                                           | Margaret Tudor  | Protagonista |
| TBA       | Game of Thrones Spin-off                                       | TBA             | Confirmada   |
| 2023      | The Diplomat                                                   | Pensy           | Reparto      |

| Año  | Premio                           | Categoría                       | Trabajo nominado                                               | Resultado |
| ---- | -------------------------------- | ------------------------------- | -------------------------------------------------------------- | --------- |
| 2006 | Chicago Film Critics Association | Actor o actriz más prometedora  | The Chronicles of Narnia: The Lion, the Witch and the Wardrobe | Nominada  |
| 2006 | Premios Empire                   | Mejor debut                     | The Chronicles of Narnia: The Lion, the Witch and the Wardrobe | Nominada  |
| 2008 | Premios UK Kid's Choice Awards   | Mejor actriz de película        | Las crónicas de Narnia: el príncipe Caspian                    | Ganadora  |
| 2009 | Premios Young Artist             | Mejor actuación en una película | Las crónicas de Narnia: el príncipe Caspian                    | Nominada  |
| 2009 | Premios Young Artist             | Mejor reparto joven             | Las crónicas de Narnia: el príncipe Caspian                    | Nominada  |
| 2011 | National Movie Awards            | Actuación del año               | Las crónicas de Narnia: la travesía del Viajero del Alba       | Nominada  |
| 2011 | Young Artist Awards              | Mejor reparto joven             | Las crónicas de Narnia: la travesía del Viajero del Alba       | Nominada  |